# Rohini, Dakshina kći
Rohini (रोहिणी) ime je hinduističke božice značajne u indijskoj astrologiji i astronomiji jer je personifikacija „crvene zvijezde”, Aldebarana, zbog čega ju zovu Rohini Devi = „crvena božica” (devi = „božica”).
Rohini je dio skupine božica zvanih Nakshatra (नक्षत्र), koje su bitne u astrologiji zbog određivanja osobina, a opisane su kao kćeri drevnog boga Dakshe i gospe Panchajani. Zajedno sa svojim sestrama Kṛttikom i Revati, Rohini je „božanska majka”. Chandra Deva — bog Mjeseca — oženio se Rohini, koja mu je postala najdraža supruga.